# Marilyn Vance
Marilyn Vance est une costumière, réalisatrice et productrice américaine.
Née Marilyn Kaye, elle a été créditée au cours de sa carrière sous les noms Marilyn Straker, Marilyn Vance-Straker, Marilyn Kay Vance et Marilyn Vance,,.
Elle a déjà été mariée à Kenny Vance (en) du groupe Jay and the Americans. Elle est la mère du producteur Ladd Vance et de l'acteur, producteur et scénariste Gregg Vance.

## Carrière

### Costumière
Vance commence sa carrière comme costumière dans The Misadventures of Sheriff Lobo (1980). Alors qu'elle travaille dans ce domaine pour la télévision, elle commence à y travailler au cinéma pour des films tels Ça chauffe au lycée Ridgemont, The Breakfast Club, La Folle Journée de Ferris Bueller, Les Incorruptibles et Pretty Woman,. Elle reçoit des hommages pour ces deux derniers films. À la fin des années 1980, on note son utilisation de vêtements de designer (en) pour réaliser du placement de produit,,,,.

### Productrice
Alors qu'elle travaille toujours comme costumière, Vance commence sa carrière de productrice en produisant des œuvres telles Le Premier Pouvoir (1990) This was followed by Judgment Night, Get-apens (1994) et Timecop. Elle s'associe à Alan Mruvka (en) en 1993 et devient co-présidente de The Ministry of Film (MOF), une compagnie de production télévisuelle,,. Ses premières productions à la tête de MOF sont la série Erotic Confessions (1994–1997) et L'Étreinte du vampire (1995).
Elle retourne à la télévision en 1996 en travaillant sur The Legend of Gator Face (en) de Sonar Entertainment, et Pacific Blue de USA Network. En 1998, MOF produit la série Intimate Sessions (en) ainsi que le film Digging to China. La même année, la compagnie est dissoute par Mruvka,. Cependant, en 1999, Vance poursuit Mruvka pour détournement de fonds. En 2003, elle obtient d'un jury un jugement de 1 million de dollars américains en dommages Vance continued in film and television with her ongoing work as either costume designer, producer, or both for Pacific Blue (1996–2000), Red Letters (2000), Sale Fric (2002), The Girl Next Door (2004), Two Sisters (2008), My Best Friend's Girl (2008), and Unknown Sender (en) (2008),.

## Récompenses et distinctions
En 1988, elle est nommée pour un Oscar, et pour un British Academy of Film and Television Arts en reconnaissance de son travail sur Les Incorruptibles. En 1990, elle obtient une nomination pour un BAFTA pour son travail sur Pretty Woman. En 1992, elle remporte un Saturn Awards pour son travail sur Rocketeer. Elle sera nommée à nouveau pour ce prix en 2000 pour son travail sur Mystery Men.
Lors du 11e congrès annuel de la Costume Designers Guild en 2009, elle obtient le Lacoste Career Achievement in Film Award,.

## Filmographie partielle

### Costumière
- Lizzie Borden a-t-elle tué ses parents ? (2014) (TV)
- La Copine de mon meilleur ami (2008)
- The Girl Next Door (2004)
- Mystery Men (1999)
- À armes égales (1997)
- Pacific Blue (81 épisodes, 1996–2000) (TV)
- Sommersby (1993)
- Medicine Man (1992)
- Le Dernier Samaritain (1991)
- Rocketeer (1991)
- Predator 2 (1990)
- 58 minutes pour vivre (1990)
- Pretty Woman (1990)
- Little Monsters (1989)
- Piège de cristal (1988)
- Balance maman hors du train (1987)
- Predator (1987)
- Les Incorruptibles (1987)
- La Folle Journée de Ferris Bueller (1986)
- Rose bonbon (1986)
- The Breakfast Club (1985)
- À la poursuite du diamant vert (1984)
- 48 heures (1982)
- The Misadventures of Sheriff Lobo (1980) (TV)

### Productrice
- Unknown Sender (en) (6 épisodes, 2008) (TV)
- Red Letters  (2000)
- Pacific Blue (101 épisodes, 1996–2000) (TV)
- Digging to China (1998)
- Intimate Sessions (en) (9 épisodes, 1998) (TV)
- The Legend of Gator Face (en) (1996)
- L'Étreinte du vampire (1995)
- Timecop (1994)
- Get-apens (1994)
- La Nuit du Jugement (1993)
- Le Premier Pouvoir (1990)